# ガチャマンボ サボテンカーニバル

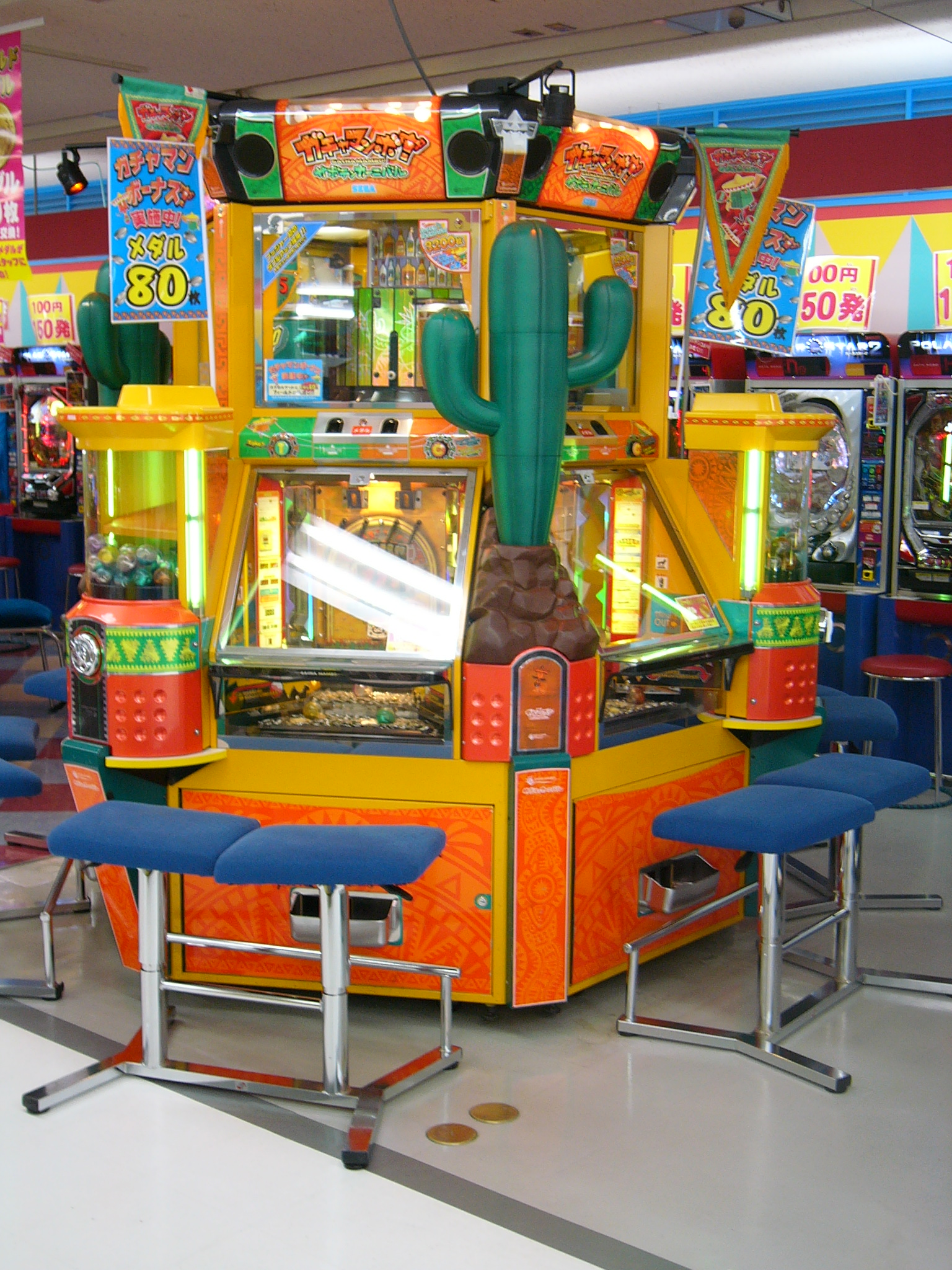
ガチャマンボ サボテンカーニバル

ガチャマンボとはセガ（後のセガ・インタラクティブ）が開発したメキシコ風のマスメダルプッシャーである。全6ステーション。ガチャマンボの続編。

## 遊び方
各サテライトのガラスドアの上にある、左右2ヶ所のメダル投入口にメダルを入れてGOのチャッカーにメダルが入ると画面上のスロットが回転する。
スロット回転中にGOチャッカーに入ったときには抽選保留として10回分までストックされる。
保留全点灯時、さらにGOのチャッカーにメダルが入ると当選確定への昇格抽選が行われ、これに当選すると保留のうち一つが点滅（どこが点滅するかはランダム）、このストックの回は必ず何かの役が当たる。
$が二つ揃うと、メダルが10枚払い出される。
$が三つ揃えば、カプセルが払い出される。
カプセルはステーション横のハンドルを回す。(カプセルコーナーにある、中にフィギュアなどが入っているガチャガチャと似ている)
真ん中に♪が来ると、ステップが1つ進む。
♪が6つたまると、ソングボーナスとしてボーナスゲームが始まる。
111と555をコンガWINと呼び、25コンガ獲得の権利を得る。テイク又はダブルアップチャレンジを選択できる。ダブルアップチャレンジではランダムに点灯した3つのゲートのうちの1つにメダルが入れば成功、1ランク上のコンガを獲得できる。続けてダブルアップに挑戦できるが、失敗すると(GETが消灯しているゲートにメダルが入る)とコンガは払い出されない。
コンガWINからのダブルアップは最高で6回、ジャックポットとして1600枚獲得。この場合、25コンガから順番に800コンガまで全てが払い出され、足りない25枚は最初に脇のメダルベンダーから払い出される。
333と777をルーレットコンガWINと呼ぶ。上のコンガが回りだし、「25」「50」「100」「200」「400」「800」のいずれかに止まり、獲得の権利を得る。ここでもテイク又はダブルアップチャレンジを選択できる。ダブルアップはコンガWINと同じ。
ルーレットコンガWINは最高で7回、スーパージャックポットとして3200枚獲得。この場合、上記1600枚獲得が2回繰り返され（足りない50枚は1周目にまとめて払い出される）、スロット画面上にスタッフロールが流れる。
スロット画面の枠の色が変わるとチャンスゾーンに突入し、保留点滅時はコンガWIN、ルーレットコンガWINの当たる確率が高くなる。
チャンスゾーンは最長5ゲーム。
- 待ち時間ゲーム

ルーレットコンガWINなど自分がコンガをしようする場面で、他のプレーヤーが先にコンガを使っていたら待ち時間ゲームが始まる。
GOチャッカーにメダルを通すと始まり、ゲームは3種類。
- サボテン君の宝探し

サボテン君が画面右に移動する。宝箱からアイテムが出たら払い出し。
宝石：プログレッシブ払い出し（画面上に表示されている数字50～300）
お酒：30枚
バナナ：10枚
- サボテン君のショータイム

サボテン君がコンガを叩き、スポットが照らされると払い出される。
7：プログレッシブ払い出し（画面上に表示されている数字50～300）
BAR：30枚
チェリー：10枚
- レディーの顔合わせ

モンタージュ風スロット。キャラクターが出たら払い出す。
レディー：プログレッシブ払い出し（画面上に表示されている数字20～300）
赤サボテン：30枚
緑サボテン：10枚

## リール順
111→
$$$→
333→
$♪$→
555→
$$$→
777→最初へ

## ソングボーナス
♪ステップが6つになったときに発生する。

### メダル1枚勝負
ランダムに変わるGETが1～3個選ばれ、点灯しているGETに入ればカプセルや規定のメダルを払い出す。失敗しても10枚払い出す。
- メダル100枚
- メダル300枚
- メダル500枚
- カプセル1個
- カプセル3個

### どこまで成功が続くか
- PERFECT

GETチャッカーが全部点灯した状態で開始。8回全て違うGETチャッカーを狙う。8つ全部消灯できた場合(8回連続成功)はPERFECTでメダル500枚を払い出す。すでに消灯しているにメダルが入るとアウトで、ボーナスゲームは終了し、入ったGET数に応じてメダルを払い出す。有効GET1回入るごとにメダル2枚を払い出す。
- GATE7

ランダムに変わるGETチャッカーが7つ点灯し、30回連続成功PERFECTでメダル500枚を払い出す。消灯しているGETにメダルが入るとアウトで、ボーナスゲーム終了。入ったGET数に応じてメダルを払い出す。最初で失敗した場合は払い出しは0。有効GET1回入るごとにメダル2枚を払い出す。
- GATE4

ランダムに変わるGETチャッカーが4つ点灯し、7回連続成功PERFECTでメダル500枚を払い出す。消灯しているGETにメダルが入るとアウトで、ボーナスゲーム終了。入ったGET数に応じてメダルを払い出す。最初で失敗した場合はメダル10枚払い出し。有効GET1回入るごとにメダル2枚を払い出す。
- LR

左右交互に変わるGETチャッカーが4つ点灯し、30回連続成功PERFECTでメダル500枚を払い出す。消灯しているGETにメダルが入るとアウトで、ボーナスゲーム終了。入ったGET数に応じてメダルを払い出す。最初で失敗した場合は払い出しは0。有効GET1回入るごとにメダル2枚を払い出す。
- GET 777

ランダムに点灯するGETチャッカーの数は順に7→4→2。3回連続成功でメダル777枚を払い出す。1回成功で7枚。2回成功で77枚。3回成功で777枚。消灯しているGETにメダルが入るとアウトで、ボーナスゲーム終了。入ったGET数に応じてメダルを払い出す。最初で失敗した場合は払い出しは0。
- PLUS

もらえるメダルが足し算で加算される。1回成功する毎に払い出し枚数が25枚ずつ加算され、8回連続成功でメダル200枚を払い出す。点灯するGETチャッカーの数は徐々に減少し、消灯しているGETにメダルが入るとアウトで、ボーナスゲーム終了。入ったGET数に応じてメダルを払い出す。最初で失敗した場合は払い出しは0。
- MULTIPLY

もらえるメダルが掛け算で加算される。5枚からスタートし、1回成功する毎に払い出し枚数が2倍になる。8回連続成功でメダル1280枚を払い出す。点灯するGETチャッカーの数は徐々に減少し、消灯しているGETにメダルが入るとアウトで、ボーナスゲーム終了。入ったGET数に応じてメダルを払い出す。最初で失敗した場合はメダル5枚払い出し。

### すばやく消す
- SPEED

GETチャッカーが全部点灯した状態でスタートし、なるべく早くGETチャッカーを全部消灯させることができれば成功。3秒以内にGETを全部消灯させることができれば500枚を獲得する。3秒～10秒以内にGETを全部消灯させることができればかかった時間に応じてメダルを払い出す。10秒以内にGETを全部消灯させることができなければ失敗でメダルを10枚払い出す。
- SUPER SPEED

GETチャッカーが全部点灯した状態でスタートし、なるべく早くGETチャッカーを全部消灯させることができれば成功。1秒以内にGETを全部消灯させることができれば1600枚を獲得する。1秒～10秒以内にGETを全部消灯させることができればかかった時間に応じてメダルを払い出す。10秒以内にGETを全部消灯させることができなければ失敗でメダルを10枚払い出す。

## カプセルチャレンジ
カプセルをフィールドから落とすと挑戦できる。獲得コンガと有効ゲートがスロット画面の上のコンガランプとGETランプに表示される。さらにカプセルを落とすと「カプセル条件アップ」のアナウンスとともに獲得コンガと有効ゲートがアップする場合がある。有効チャッカー数は1～8箇所。
最高獲得枚数は1600枚で、この場合全てのコンガランプが点滅している。成功すれば25コンガから順番に800コンガまで全てが払い出され、足りない25枚は最初に脇のメダルベンダーから払い出される。
ステーション右のC(チャレンジ)ボタンを押すとカプセルチャレンジに突入する。有効ゲートにメダルが入ると成功で、その獲得コンガのメダルを払い出す。失敗すると払い出しはない。

## 全員参加ゲーム

### テキーラチャンス予告
ゲーム中にBGMが「♪テキ～ラ」にかわり、スロット画面に「テキーラチャンス予告中」のテロップが表示される。この時、スロットやゲームは通常通り稼動している。テキーラチャンス予告中に最も多くメダルを入れたプレーヤーが優先的に800コンガが止まりやすくなっているようである。
予告途中で終了する場合があり、ガセテキーラなどと呼ばれている。この場合、予告途中にテロップが消え「ガッチャーマンボ、サボテンカーニバル！」のアナウンスが入る。

### テキーラチャンス
テキーラチャンスに突入し、上のコンガが回りだす。800コンガを獲得したステーションを軸にコンガの並び通りの枚数の払い出し権利を獲得する。その後、スロット画面で有効ゲート数を決定する抽選が行なわれる。1、2、3、4、5、8のいずれかで決定し、その抽選は他のステーションと連動している。有効ゲート数決定後、決定された数のゲートがランダムに点灯し、投入したメダルが点灯しているゲートに入ればコンガからメダルを払い出す。失敗すると払い出しは無い。なお、有効ゲート数の決定は、チャンス予告中にGOチャッカーを通過したメダル数が多いステーションが優先的に8ゲートを獲得しやすくなっているようである。

### マンボチャンス
ゲーム中にBGMが「♪マンボNO.5」にかわりスロット画面に「マンボチャンス」と表示される。ひと通りの説明が表示された後、スタートの合図から45秒間有効ゲートが左右対称に2～8個点灯し、それは平均4秒ごとに変化する。GETが点灯している有効ゲートに入ると10ポイント、点灯していないチャッカーに入ると1ポイント獲得となる。獲得ポイントが多い人から大きなコンガのメダルを払い出す。